# رامون لوبيز سولير
رامون لوبيز سولير (بالإسبانية: Ramón López Soler)‏ هو صحفي وكاتب إسباني، ولد في 1806 في مانريسا في إسبانيا، وتوفي في 1836.